# San José de Las Conchas
San José de Las Conchas är en ort i Honduras.   Den ligger i departementet Choluteca, i den sydvästra delen av landet, 90 km söder om huvudstaden Tegucigalpa. San José de Las Conchas ligger 18 meter över havet och antalet invånare är 1 084.
Terrängen runt San José de Las Conchas är platt åt sydväst, men åt nordost är den kuperad. Terrängen runt San José de Las Conchas sluttar västerut. Runt San José de Las Conchas är det ganska tätbefolkat, med 65 invånare per kvadratkilometer. Närmaste större samhälle är San Lorenzo, 12,3 km nordväst om San José de Las Conchas. Omgivningarna runt San José de Las Conchas är en mosaik av jordbruksmark och naturlig växtlighet.